# Howard Tate
Pour les articles homonymes, voir Tate.
Howard Tate est un chanteur et auteur américain de soul né le 14 août 1939 à Elberton (Géorgie, États-Unis) et mort le 2 décembre 2011 à Burlington (New Jersey).

## Discographie sélective
- Howard Tate's Reaction (1970, réédité en 2003)
- Howard Tate (1972, réédité en 2001)
- Get It While You Can: The Complete Legendary Verve Sessions (2004)
- Rediscovered (2003)
- Live! (2006)
- A Portrait of Howard (2006)
- Lost Soul (1994; compilation qui contient un seul titre de Howard Tate : Ain't Nobody to Give It To)
- Blue Day (2008)